# 미로초등학교
미로초등학교는 대한민국 강원특별자치도 삼척시 미로면 하거노리에 있는 공립 초등학교다.

## 학교 연혁
- 1934년 11월 15일 미로공립보통학교로 개교
- 1938년 4월 1일 미로공립심상소학교로 개칭
- 1941년 4월 1일 미로공립국민학교로 개칭
- 1981년 3월 16일 병설유치원 개원
- 1996년 3월 1일 미로초등학교로 개칭
- 2016년 2월 5일 제79회 졸업식(졸업생 총수 3346명)
- 2016년 3월 1일 허진원 교장 부임
- 2016년 3월 1일 7학급 편성(특수학급 1학급 포함)
- 2017년 2월 10일 제80회 졸업식(졸업생 총수 3356명)
- 2017년 3월 1일 7학급 편성(특수학급 1학급 포함)
- 2017년 3월 1일 7학급 편성(특수학급 1학급 포함)
- 2017년 9월 1일 김정옥 교장선생님 부임
- 2019년 1월 4일 제82회 졸업식 거행(졸업생 총수 3376명)

## 통합된 분교장
- 천기분교
- 두타분교
- 상사전분교
- 동산분교
- 고천분교

## 참고 자료
- 미로초등학교 - 한국교육학술정보원 학교알리미